# Adriaan Wittert
Adriaan Cornelis Wittert (Amsterdam, 18 december 1762 - Schiedam, 30 november 1839), heer van Hoogland en Emiclaer, was een Nederlands-Belgisch edelman.

## Levensloop
Adriaan Wittert behoorde tot de katholieke Rotterdamse koopmansfamilie Wittert. Hij was een zoon van Everard-Bonifacius Wittert en van Elisabeth van Duynkercken. Everard en zijn broer Cornelius Wittert kregen in 1778 erkenning van oude adel met de bij eerstgeboorte overdraagbare titel van baron vanwege keizerin Maria-Theresia van Oostenrijk, wat er op wijst dat ze toen al in de Oostenrijkse Nederlanden gevestigd waren. Adriaan promoveerde tot doctor in de rechten.
Tijdens de opeenvolgende regimes was hij zeer waarschijnlijk militair. Hij woonde hoogstwaarschijnlijk in het Brusselse, want op 30 april 1801 trouwde hij in Zellik met Marie-Claire Le Sage (Valenciennes, 1775 - Parijs, 1842). Ze hadden zeven kinderen, van wie de eerste zes tussen 1798 en 1810 in Brussel geboren werden (twee dus voor het huwelijk) en de zevende in 1813 in Parijs. Men mag derhalve veronderstellen dat hij zich had aangesloten bij het Franse keizerrijk, waarschijnlijk als militair.
Na 1814 moet hij naar het Verenigd Koninkrijk der Nederlanden zijn teruggekeerd, want op 21 augustus 1815 werd hij ingelijfd in de erfelijke adel van het Verenigd Koninkrijk der Nederlanden, in 1819 met de titel baron, overdraagbaar bij eerstgeboorte.
Na 1815 werd hij luitenant in het leger van het Verenigd Koninkrijk en in 1830 sloot hij zich aan bij het leger van België, met de graad van majoor. Hij was toen al 68 en werd aangesteld als inspecteur van de oorlogswapens.
Wittert had een broer, Nicolaas Wittert, die in 1815 eveneens in de adel werd ingelijfd. Hij bleef in Nederland en was lid van de Provinciale Staten van Holland.
De vijf dochters van Adrien bleven ongehuwd. De zonen waren:
- Adrien  Wittert, generaal-majoor in het Belgisch leger (Brussel, 1798 - Luik, 1880), die trouwde met de Luikse notarisdochter Anne Richard (1795-1872). Ze hadden drie dochters en ook twee zoons, die kinderloos bleven. Eén zoon, Adriaan Wittert (1823-1903), was een amateurhistoricus die heel wat onder pseudoniem publiceerde, maar vooral een verwoed verzamelaar was van boeken en handschriften die hij opstapelde in twee woonhuizen in Brussel. Vrijgezel gebleven, schonk hij alles (20.000 boeken onder dewelke incunabels en zeldzame drukken, 117 manuscripten, 25.000 tekeningen en gravures, talrijke kunstvoorwerpen) aan de rijksuniversiteit in Luik.
- Prosper Wittert (Bussel, 1805 - Namen, 1841), die trouwde met Elisabeth de Villecholle (1812-1887). Ze hadden een zoon, die zelf drie kinderen kreeg, die kinderloos bleven. In 1967 overleed de laatste naamdrager en is deze familietak uitgedoofd.

Adrien heeft hoogstwaarschijnlijk op het einde van zijn leven Schiedam als woonplaats gekozen, aangezien hij er stierf. Zijn vrouw overleed drie jaar later in Parijs. Hun nazaten bleven na 1830 in België en behoorden tot de Belgische adel.